# Tropidurus arenarius
Tropidurus arenarius là một loài thằn lằn trong họ Tropiduridae. Loài này được Tschudi mô tả khoa học đầu tiên năm 1845.